# جدجد شجري متفاوت
جدجد شجري متفاوت (الاسم العلمي: Oecanthus dissimilis) هو نوع من الحشرات يتبع جنس الجدجد الشجري من فصيلة الجداجد الحقيقية.